# Tianjin Binhai International Airport
Tianjin Binhai International Airport (kinesiska: 天津滨海国际机场) är en flygplats i Kina. Den ligger i storstadsområdet Tianjin, i den norra delen av landet, omkring 14 kilometer öster om stadens centrum.